# الأكتيفين والإنهيبين

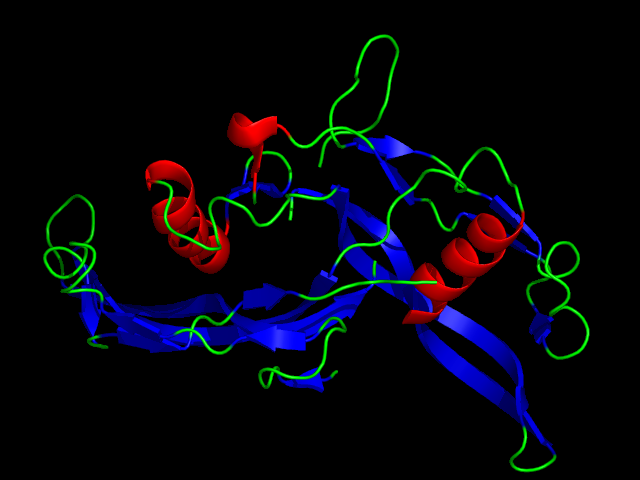

الأكتيفين والإنهيبين هما مركبان بروتينان مرتبطان ارتباطًا وثيقًا ولهما تأثيرًا بيولوجيًا متضاداً تقريبًا تم تحديده في عام 1986، يعزز الأكتيفين التخليق الحيوي وإفراز الهرمون المُنشّط للحوصلة، ويشارك في تنظيم الدورة الشهرية. تم العثور على العديد من الوظائف الأخرى للأكتيفين بما في ذلك أدوار في انتشار الخلايا والتمايز و الإستماتة والتمثيل الغذائي والاستتباب والاستجابة المناعية والتئام الجروح ووظيفة الغدد الصماء.
على العكس من ذلك، فإن الإنهبين يقلل من تخليق الهرمون المُنشّط للحوصلة ويمنع إفرازه. تم افتراض وجود الإنهيبين في وقت مبكر من 1916م. ومع ذلك لم يثبت وجوده حتى عمل نينا شوارتز وكورنيليا تشانينج في منتصف السبعينيات، وبعد ذلك تم تمييز كلا البروتينين جزيئياً بعد عشر سنوات.
الأكتيفين هومركب ثنائي يتكون من وحدتين بيتا متطابقة أو متشابهة جدا. أما الإنهيبين فهو مركب ثنائي أيضًا حيث المكون الأول هو وحدة بيتا متماثلة أو مماثلة للوحدة الفرعية بيتا في الأكتيفين. ومع ذلك على النقيض من الأكتيفين فإن المكون الثاني من الإنهيبين هو وحدة ألفا أكثر ارتباطا. إن الأكتيفين و الإنهيبين وعدد من البروتينات الأخرى ذات الصلة بالهيكلية مثل الهرمون المضاد للمولريان و بروتين العظام المورفوجيني وعامل التمايز للنمو تنتمي إلى فصيلة البروتين عامل النمو المحول بيتا الفائقة.

## الوظيفة

### الأكتيفين
يتم إنتاج الأكتيفين في الغدد التناسلية والغدة النخامية والمشيمة وغيرها من الأجهزة:
- في الإناث في حويصلة المبيض يزيد الأكتيفين من ارتباط الهرمون المُنشّط للحويصلة كما يحث على تكوين الأرومات الناجمة عن الهرمون المنشط للحوصلة. ويشارك في تركيب الأندروجين وتعزيز عمل الهرمون المنشط للجسم الأصفر في المبيض
- في الذكور يعزز الأكتيفين في الخصية عملية تكوين الحيوانات المنوية. ويتم التعبير عن الأكتيفين بقوة في حالة الجلد المُصاب، كما أن زيادة إفراز الأكتيفين في البشرة على الفئران المعدلة وراثيًا يحسن التئام الجروح ويعزز تشكيل الندبات؛ ويرجع عملالأكتيفين في إصلاح الجروح والتشكل الحيوي إلى تحفيزه للخلايا الكيراتينية والخلايا السدوية بطريقة تعتمد على الجرعة.[9]

يعمل الأكتيفين أيضًا على تنظيم التكوين التوليفي للأعضاء المتفرعة مثل البروستاتا والرئة، وخاصة الكلى. وقد أدت زيادة الأكتيفين أ إلى زيادة مستوى التعبير من الكولاجين من النوع الأول مما يشير إلى أن أكتيفين أ يعمل كمنشط قوي للأرومات الليفية. ونقص وجود الأكتيفين خلال عملية النمو يؤدي إلى مشاكل و عيوب في الجهاز العصبي. ويؤدي التنظيم المفرط لاكتيفين أ إلى دفع الخلايا الجذعية متعددة القدرات إلى مصير متوسط الأدمة، وبالتالي فإنه يعمل كأداة مفيدة لتمييز الخلايا الجذعية وتشكيل الأعضاء.

### الإنهيبين
في كل من الإناث والذكور يمنع الإنهيبي نإنتاج الهرمون المُنشّط للحوصلة.و لا يثبط الانهيبين إفراز الهرمون المحرر لإفراز الهرمونات المنشطة للمناسل من تحت المهاد. ومع ذلك فإن الآلية الشاملة تختلف بين الجنسين:
- في الإناث: يتم إنتاجه في الغدد التناسلية والغدة النخامية والمشيمة والجسم الأصفر وغيرها من الأجهزة. ويحفز الهرمون المُنشّط للحوصلة إفراز الإنهيبين من الخلايا الحبيبية في المبيض؛ مما يثبط إفراز الهرمون المنُشّط للحوصلة. ويصل معدل اإنهيبينب إلى ذروته الأولى في مرحلة مبكرة ومتوسطة من عملية تكوين الحويصلات، وذروته الثانية عند إتمام عملية التبويض. ويصل معدل الإنهيبين أ إلى ذروته في منتصف مرحلة تكوين الجسم الأصفر. وينقص إفراز الإنهيبين بواسطة الهرمون المحرر لإفراز الهرمونات المنشطة للمناسل، ويعززه عامل النمو الشبيه بالأنسولين.[11]
- في الذكور: يتم إفرلز الإنهيبين من خلايا سيرتولي الموجودة في الأنابيب المنوية داخل الخصيتين. وتحفز الأندروجينات إنتاج الإنهيبين. هذا البروتين قد يساعد أيضًا في تنظيم عملية إنتاج الحيوانات المنوية.[12]

## الدلالة السريرية

### الأكتيفين
يتوفر أكتيفين أ بكثرة في الأنسجة الدهنية مقارنة مع الأشخاص النحاف. ويشجع الأكتيفين على تكاثر الخلايا السلفية في الخلايا الدهنية، في حين يعيق تمايزها في الخلايا الشحمية. كما يزيد أكتيفين أيضًا من السيتوكينات الالتهابية في البلاعم
ويؤدي حدوث طفرة في الجين المستقبل للأكتيفين إلى تجلط الليف العضلي وهو مرض مميت يؤدي إلى استبدال الأنسجة العضلية والناعمة تدريجيًا بنسيج العظم. وتتميز هذه الحالة بتشكيل هيكل عظمي إضافي ينتج الشلل والموت في النهاية بالاختناق. وتتسبب لطفرة في الجين المستقبل للأكتيفين الذي يعمل عادة كمضاد للمستقبل وكتل العظم (نمو العظام)، ليتصرف كمنشط للمستقبل وللحث على نمو العظام المفرط. في 2 سبتمبر 2015 أعلنت ريجينيرون أنها طورت جسمًا مضادًا لـ أكتيفين أ الذي يعالج المرض بشكل فعال في نموذج حي للحالة. ترتبط الطفرات في جين المستقبل أكتيفين أ أيضًا بالسرطان وخاصةً الورم الجليدي المعقد المنتشر.
في يناير 2017م أفادت مجلة الطب الانتقالي بأن ارتفاع مستويات الأكتيفين مع مستويات أكتيفين أ الطبيعية قد وفرت علامة بيولوجية لمتلازمة الالتهاب الدماغي/ متلازمة التعب المزمن.

### الإنهيبين
يُعد الكمي المُعيَّن للانهيبين جزءًا من الإختبار الثلاثي ما قبل الولادة التي يمكن إعطاؤها أثناء الحمل في عمر الحمل من 16 إلى 18 أسبوعًا. إن ارتفاع معدل إنهيبين أ (إلى جانب زيادة في هرمون موجهة الغدد التناسلية المشيمائية البشرِيّة، انخفاض معدل ألفا فيتو بروتين، وانخفاض معدل الاستريول) يوحي بوجود جنين بمتلازمة داون. كاختبار للفحص، يجب متابعة نتائج الاختبار الثلاثي غير الطبيعية مع اختبارات أكثر تحديدًا. كما يتم استخدامه كعلامة لسرطان المبيض.
يمكن استخدام انهيبين ب كدلالة على عملية تكوين الحيوانات المنوية والعقم عند الذكور. يلاحظ ارتفاع متوسط مستوى مصل إنهيبين بين الرجال الخصيبين (حوالي 140 جزء من الغرام/مل) من الرجال المصابين بالعقم (حوالي 80 جزء من الغرام/مل). في الرجال الذين يعانون من نقص في إنتاج الحيوانات المنوية؛ فإن الاختبار الإيجابي لانهيبين ب يرفع قليلاً من فرص النجاح في الحمل من خلال استخلاص الحيوانات المنوية من الخصية، على الرغم من أن الارتباط ليس كبيرًا جدًا، مع وجود حساسية بنسبة 0.65 للتنبؤ بوجود الحيوانات المنوية في الخصيتين في نقص النطاف غير الانسدادي.